# 片山貞雄
片山 貞雄（かたやま さだお、1930年7月 - ）は、日本の経済学者。滋賀大学名誉教授。瑞宝中綬章受章者。

## 来歴・人物
1930年7月京都市生まれ。1948年3月大阪府立生野中学校卒業、同年4月彦根経済専門学校入学。1949年4月学制改革によって滋賀大学経済学部発足にともない同学部に入学し、1953年3月第一期生として卒業。その後神戸大学大学院経済学研究科に進学、1958年3月同研究科博士課程単位取得退学。
1958年滋賀大学経済短期大学部講師、1961年同助教授、1964年1月経済学部助教授、1972年5月同教授。1976年フルブライト上級研究員として米国ジョージア大学にて研究。1986年4月からは経済学部長・経済学研究科長を務めた。1996年3月同大学を退官、名誉教授の称号を受ける。退官後は大阪学院大学等で教鞭を執った。
専門は金融論、金融政策。経済学博士（神戸大学）。

## 年譜
- 1930年 - 京都市にて出生
- 1948年 - 大阪府立生野中学校
- 1949年 - 彦根経済専門学校1年修了
- 1953年 - 滋賀大学経済学部卒業
- 1958年 - 神戸大学大学院経済学研究科博士課程単位取得退学
- 1958年 - 滋賀大学経済短期大学部講師
- 1961年 - 滋賀大学経済短期大学部助教授
- 1964年 - 滋賀大学経済学部助教授
- 1972年 - 滋賀大学経済学部教授
- 1986年 - 滋賀大学経済学部長・経済学研究科長
- 1995年 - 大阪学院大学流通科学部教授

## 著書

### 主著
- 『ドルの歴史的研究』（ミネルヴァ書房、1967）
- 『国際通貨を見る眼』（共著、有斐閣、1983）
- 『イギリス・マクロ金融政策論』（多賀出版、1998）

### 訳書
- J.C.イングラム『国際経済』（共訳、トッパン、1968）
- B.テュー『金融経済論』（共訳、ダイヤモンド社、1970）
- T.シトフスキー『貨幣と国際収支の理論』（共訳、トッパン、1972）
- J.M.ケインズ『インドの貨幣と金融』（共訳、東洋経済新報社、1977）
- B.テュー『新・国際金融入門』（共訳、東洋経済新報社、1979）

他

## 関連人物
- 仙田左千夫
- 則武保夫
- 吉田修